# Kamila Klugarová
Kamila Klugarová   (Brno, 20 de maig de 1948 - 20 de febrer de 2025) va ser una organista txeca.

## Biografia
Va estudiar orgue al Conservatori de Brno (amb els professors Černocký i Josef Pukl). El 1969, va continuar estudiant orgue a l'Acadèmia Janáček d'Arts Escèniques (JAMU) de Brno sota la direcció d'Alena Veselá, que va completar el 1973. Va acabar la seva formació amb estudis de postgrau a l'HAMU de Praga amb Milan Šlechta. A més, va realitzar classes magistrals a l'estranger amb els professors Flora Peeters, Anton Heiller, Werner Jacob i Daniel Roth.
Treballà com a professor a JAMU de Brno. Externament des de 1986 i intern des de 1990. Un any després va obtenir l'habilitació, del 1990 al 1993 va ser la cap del Departament d'Instruments de Teclat i va formar part del Claustre Acadèmic, des del 1993 va ser vicedegana i del 1999 al 2002 degana de la Facultat de Música de la JAMU. Dirigeix regularment cursos de màster d'interpretació i forma part dels jurats de concursos d'orgue (Primavera de Praga, Concurs Internacional d'Interpretació de Brno, Concurs Internacional d'Orgue Petr Eben).
També va estrenar algunes de les composicions de Petr Eben: Faust (1981), Job (1989) i Danses bíbliques (1993).

## Selecció discogràfica
- Franz Xaver Brixi: Concert en fa major per a orgue i orquestra (SOČR Bratislava, director Ondrej Lenárd)
- Petr Eben:

| « | 2n concert per a orgue i orquestra (ČF, director Libor Pešek) Faust (Panton) Treball (Panton) | » |